# Havila
Havila (en hebreo: חֲוִילָה‎, hăwîlāh; literalmente «circular»), Javilá o Evila, es un término que aparece en varios libros de la Biblia y que se refiere tanto a un lugar geográfico como a un pueblo.

## Menciones bíblicas
A Havila se le menciona en Génesis 2:10-11:

Salía de Edén un río para regar el huerto, y de allí se repartía en cuatro brazos. El primero se llama Pisón; es el que rodea toda la tierra de Havila, donde hay oro.
Génesis 2:10-11 (Reina-Valera 1995).

Además de la región de Havila, en las Generaciones de Noé aparecen también dos individuos llamados Havila, que son mencionados en Génesis 10:7-29 y en 1 Crónicas 1:9-23.